# Biologia molekularna

DNA - podstawowa jednostka dziedziczenia.

Biologia molekularna – nauka podstawowa zajmująca się biologią na poziomie molekularnym. Bada, w jaki sposób funkcjonowanie organizmów żywych uwarunkowane jest właściwościami budujących je cząsteczek, a zwłaszcza biopolimerów, jakimi są kwasy nukleinowe i białka. Zazębia się ona z takimi dziedzinami wiedzy jak genetyka, biochemia, biofizyka czy cytologia.
William Astbury w „Nature” opisał, że biologia molekularna:
... jest szczególnie zainteresowana formami biologicznych cząsteczek, ich trójwymiarową strukturą, genezą i ich funkcjonowaniem.

## Techniki biologii molekularnej
- Schemat różnych poziomów budowy białek.Metody analizy[2].
  - Genomu:
    - Izolacja i oczyszczanie DNA,

Schemat różnych poziomów budowy białek.

    - Izolacja i oczyszczanie plazmidowego DNA,
    - Amplifikacja DNA PCR,
    - Amplifikacja DNA metodą PCR in situ,
    - Elektroforeza żelowa,

Kinezyna "krocząca" po mikrotubuli, przykład molekularnej maszyny biologicznej wykorzystującej dynamikę białek w nanoskali.

    - Struktura drugorzędowa tRNA.Kinezyna "krocząca" po mikrotubuli, przykład molekularnej maszyny biologicznej wykorzystującej dynamikę białek w nanoskali.Analiza wyznakowanych fluorescencyjnie fragmentów STR,
    - Analiza polimorfizmu typu SNP,
    - Sekwencjonowanie DNA,
    - Sekwencjonowanie genomowe[3],
    - Analiza mikromacierzy SNP,

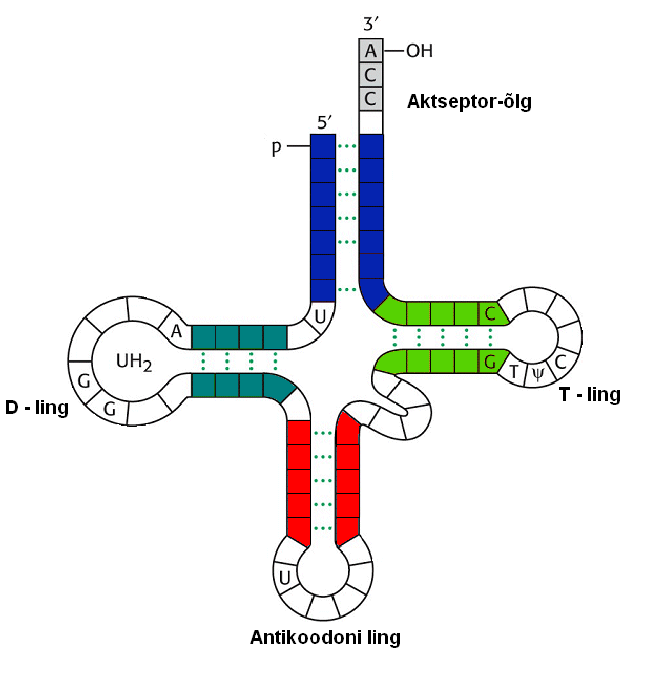
Struktura drugorzędowa tRNA.

    - Analiza restrykcyjna fragmentów DNA,
    - Hybrydyzacja kwasów nukleinowych w tym metodą fluorescencyjnej hybrydyzacji in situ,
    - Tworzenie bibliotek genomowych

  - Transkryptomu:
    - Izolacja i oczyszczanie RNA,
    - Izolacja i oczyszczanie miRNA,
    - Izolacja i oczyszczanie piRNA (biologia),
    - Dwuwarstwa lipidowa.Odwrotna transkrypcja RNA do cDNA,

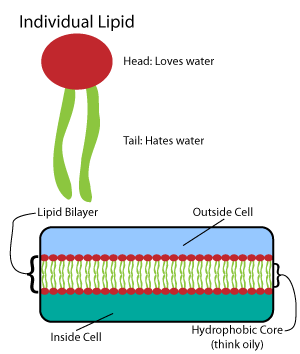
Dwuwarstwa lipidowa.

    - Amplifikacja cDNA metodą Real time PCR,
    - Amplifikacja cDNA metodą RACE PCR,
    - Analiza ekspresji genów metodą mikromacierzy,

  - Proteomu:
    - Izolacja i oczyszczanie białek,
    - Sekwencjonowanie białka,
    - Mikromacierz białkowa,
    - Metody immunohistochemiczne
    - Metody mikroskopowe w tym analiza proteomu z wykorzystaniem mikrodysekcji laserowej[4][5]

  - Metabolomu:
    - Analiza biochemiczna metabolitów metodą spektrometrii masowej,
    - Spektroskopia EPR,
    - Spektroskopia NMR,
    - Spektroskopia UV-VIS,
    - Analiza chemiczna płynów ustrojowych, wydzielin i wydalin w diagnostyce laboratoryjnej,
- Metody syntezy in vitro:
  -     - Synteza genów,
    - Synteza oligonukleotydów z wykorzystaniem syntetyzera DNA/RNA,
    - Synteza białek z wykorzystaniem syntetyzera białek,
    - Synteza białek rekombinowanych w systemach in vitro (lizatów kiełków pszenicy, erytrocytów króliczych),
- Metody biosyntezy in vivo[6][7]:
  - Inżynieria genetyczna:
    - Przecinanie DNA z wykorzystaniem enzymów restrykcyjnych,
    - Łączenie fragmentów DNA z wykorzystaniem ligaz,
    - Wprowadzanie do genomu insertów DNA z wykorzystaniem transpozaz,
    - DNA i tworzenie konstruktów genetycznych,
    - Biosynteza białek rekombinowanych tj.: Rekombinowana insulina, erytropoetyna, rekombinowane enzymy i inne,
    - Biosynteza białek rekombinowanych,
    - Tworzenie szczepionek opartych na białkach rekombinowanych,
    - Tworzenie szczepionek genetycznych,
    - Tworzenie organizmów genetycznie modyfikowanych - GMO

  - Transformacja bakterii z wykorzystaniem:
    - plazmidowych konstruktów genetycznych,
    - kosmidowych konstruktów genetycznych,
    - bakteriofagów,

  - Transfekcja komórek eukariotycznych z wykorzystaniem:
    - chlorku wapnia,
    - liposomów,
    - strzelby genowej,
    - wirusów tj.: lentiwirusów, retrowirusów, adenowirusów,
- Metody mikromanipulacji in vivo na poziomie molekularnym:
  -     - Mikromanipulacje z wykorzystaniem mikroskopii laserowej i szczypiec optycznych,
    - Wprowadzanie i usuwanie wybranych organelli komórkowych[8],
    - Wprowadzanie całego chromosomu do komórek za pomocą szczypiec optycznych[9],
    - Metody wykorzystywane w zapłodnieniu in vitro,
    - Metody terapii genowej w medycynie molekularnej.